# Ubisoft Bordeaux
Ubisoft Bordeaux est un studio français de développement de jeux vidéo ouvert en septembre 2017 à Bordeaux.
Ce studio fait partie du réseau d'Ubisoft et est dirigé par Julien Mayeux.

## Historique
La création de deux nouveaux studios en Europe, l'un a Bordeaux et l'autre à Berlin, est annoncée par Ubisoft dans un communiqué le 19 avril 2017.
Une journée de recrutement est organisée le 29 juin suivant pour Bordeaux. Le studio ouvre en septembre 2017 et est inauguré le 19 octobre. Une nouvelle journée de recrutement est effectuée le 8 décembre suivant avec l'objectif d'atteindre à terme un effectif d'environ 200 personnes.

## Jeux développés
- 2019 : Tom Clancy's Ghost Recon Breakpoint (développement additionnel)
- 2021 : Assassin’s Creed: Valhalla (développement additionnel)[4]
- 2023 : Assassin's Creed Mirage (développement principal)
- 2025 : Assassin's Creed Shadows Claws of Awaji - Expansion (développement principal) [5]